# Pa-en-Amenhotep
Pa-en-Amenhotep (griechisch Phamenoth; koptisch Paremhatep; arabisch Baramhatep) war im ägyptischen Kalender die altägyptische Bezeichnung des Monats der nach König Amenophis I. benannt wurde. Nach dessen Tod erfolgte im Neuen Reich zu seinen Ehren die Umbenennung des Monats Rekeh-nedjes. Zusätzlich führten die Ägypter nach seiner Vergöttlichung an seinem Todestag das Amenophis-Fest ein.
Alan Gardiner wie auch Richard Anthony Parker vermuten, dass der Monat Rekeh-nedjes im Laufe der Kalendergeschichte die Jahresform wechselte, weshalb sich Rekeh-nedjes spätestens ab dem Neuen Reich auf den siebenten Monat verschob, aber traditionell die Zeitspanne von Mitte Januar bis Mitte Februar repräsentierte. 
Ursache hierfür war die Koppelung von Sopdet an den heliakischen Aufgang von Sirius, der  bis Ende des zweiten Jahrtausends v. Chr. langsam von Anfang Juni auf Anfang Juli wanderte und letztlich verantwortlich für die Verlagerungen der Monate war. 